# IC 2588
IC 2588 је спирална галаксија у сазвјежђу Шмрк (Пумпа) која се налази на листи објеката дубоког неба у Индекс каталогу.
Деклинација објекта је - 30° 23' 2" а ректасцензија 10h 31m 50,1s. Привидна величина (магнитуда) објекта IC 2588 износи 12,7 а фотографска магнитуда 13,6. Налази се на удаљености од 51,5 милиона парсека од Сунца. IC 2588 је још познат и под ознакама ESO 436-33, MCG -5-25-9, AM 1029-300, IRAS 10295-3007, PGC 31088.